# Dujing (köpinghuvudort i Kina, Zhejiang Sheng, lat 29,60, long 118,76)
Dujing (kinesiska: 杜井, 梓桐, 梓桐镇) är en köpinghuvudort i Kina. Den ligger i provinsen Zhejiang, i den östra delen av landet, omkring 150 kilometer sydväst om provinshuvudstaden Hangzhou. Antalet invånare är 12 371. Befolkningen består av 6 313 kvinnor och 6 058 män. Barn under 15 år utgör 13,0 %, vuxna 15-64 år 69 %, och äldre över 65 år 16,0 %.
Runt Dujing är det ganska tätbefolkat, med 75 invånare per kvadratkilometer. Närmaste större samhälle är Weiping, 14,2 km norr om Dujing. I omgivningarna runt Dujing växer i huvudsak blandskog.
Genomsnittlig årsnederbörd är 3 004 millimeter. Den regnigaste månaden är juni, med i genomsnitt 501 mm nederbörd, och den torraste är oktober, med 117 mm nederbörd.